# 2011 MD
2011 MD je Zemlji bliski asteroid, pretpostavlja se da je iz grupe asteroida Apollo, koji je 27. lipnja 2011. u 17:00 UT proletio na približno  
12000 km iznad površine Zemlje. Asteroid je kraj Zemlje najbliže prošao iznad Antarktike i Južnog Pacifika. 
U trenutku otkrivanja asteroida postojale su sumnje da je on zapravo odbačeni viši stupanj rakete u orbiti oko Sunca. Naknadnim promatranjima prije i tokom najbližeg prolaza kraj Zemlje potvrđeno je da se ipak radi o prirodnom objektu, tj asteroidu. Fotometrijskim mjerenjima otkriveno je da asteroid ima period rotacije od 23 minute i da se istovremeno okreće oko dvije osi.